# حميه لصق اللسان
حمية لصق اللسان(بالإنجليزية: Tongue Patch Diet)‏ ، وتعرف أيضا باسم لصقه انقاص الوزن  ولصقة شوجاي ، واللصقة المعجزة ؛ وهي عبارة عن لصقة تتم حياكتها في مقدمة اللسان فتجعل عملية الأكل مؤلمة مما يدفع الإنسان  إلى تجنب الطعام الجاف والقاسي. وقد تم انتقادها من قبل خبراء الصحة ووسائل الإعلام بعد ظهورها عام 2009 عن طريق نيكولاس شوجاي.

## تاريخها
طرحت حمية لصق اللسان من خلال جراح التجميل شوجاي في بريڤلي هيلز عام 2009، حيث استعار الفكرة من صديق له كان يقوم بعملية مشابهة في المكسيك، وقدم شوجاي حمية اللسان كبديل لطرق فقدان الوزن المسيطرة مثل عملية المجازة المعدية أو عملية ربط المعدة. فيما ظهرت عملية مشابهة في فنزويلا عام 2011 ولكنها اكتسبت شعبية كبيرة مقارنة بالولايات المتحدة، ووفقا لما ذُكر عام 2014 فإن شوجاي هو الجراح الوحيد في الولايات المتحدة الذي يقدم ذلك العلاج والذي لم توافق عليه وزارة الغذاء والدواء.

## العملية
في حمية لصق اللسان يتم حياكة لصقة على لسان الشخص الذي يقوم بالحمية لجعل تناول الطعام الجاف مؤلم، وتصنع تلك اللصقة من الماركلس وهو عبارة عن بوليمرات من البولي برولين، إضافة إلى بولي ايثيلين عالي الكثافة، وتستغرق عملية حياكة اللصقة على اللسان حوالي عشر دقائق، وبما انها تجعل تناول الطعام مؤلم، فإن الشخص الذي يقوم بالحمية يلجأ إلى النظام الغذائي المتوازن الذي يقدمه شوجاي حيث يعتمد على السوائل مما يوفر للجسم حوالي 800 سعر حراري يومياً تغطي احتياجاته الغذائية، فيما يمكن إزالة تلك اللصقة في أي وقت من خلال قص الغرز، ومع ذلك فإنه يجب ازالتها في غضون شهر أو قد يبدأ اللسان بالنمو عليها عليها، وإن كان هناك بعض الحالات التي احتفظت بها لمدة تصل إلى 60 يوم دون آثار سلبية.
في الأيام التالية للعملية يأخذ الشخص المضادات الحيوية لمدة 3 أيام لتقليل خطر الإصابة بالعدوى ويغسل فمه بغسول مطهر لتقليل النمو البكتيري.
ووفقاً لوجهة نظر شوجاي فإن ذلك النظام الغذائي يساعد الشخص على فقد 30 طل في الشهر، وقد نشر بالتعاون مع نجله بيول شوجاي دراسة في جريدة الجراحات التجميلية الأمريكية تشير إلي أن 70 بالمئة من الأشخاص الذين اتبعوا تلك الحمية خسروا في المتوسط 16 رطل واستمر ذلك لمدة ثمانية أشهر.

## المخاطر
قد يصاب لسان المريض بالتورم ويجد صعوبة في الكلام خلال ال72 ساعة الأولى بعد العملية، بينما يدعي شوجاي أن تلك الحمية ليس لها مخاطر شديدة أو آثار جانبية، وذلك عكس ما قاله منتقديها حيث زعموا بأنها خطيرة وتؤدي إلي العدوي أو التورم أو تلف الأعصاب ورأي آخرون أن الصق يمكن أن ينفك ويخرج من الحلق ويسبب انسداد الشعب الهوائية ومع ذلك لم يثبتوا آراءهم تلك بالأدلة.
وتعد دراسة بيول شوجاي هي الوحيدة التي أجريت على تلك الحمية حيث تم متابعتها برسوم بيانية يتم اجرائها بأثر رجعي على المرضى الذين خضعوا لعملية حمية لصق اللسان من عام 2009 إلى عام 2013، كما يتم تحديد المضاعفات من خلال تلك الرسوم البيانية للمريض وتحليلها، وقد نُشرت تلك الدراية في مجلة الجراحات التجميلية الأمريكية، وخلصت إلى أن حمية لصق اللسان تحقق خسارة كبيرة في الوزن خلال 30 يوماً مع مخاطر ضئيلة نسبياً.

## التناول الإعلامى
نالت حمية لصق اللسان اهتماماً كبيراً من وسائل الإعلام عقب ظهورها، حيث انتقدها الكثير من خبراء الصحة مثل روبرت هويزينجا الذي وصفها بأنها «طريقة بدائية» كما استعرضت العديد من المنافذ الإعلامية بشكل سلبي فقد كتبت مجلة جود مجازين قائلة «في الحقيقة هي ليست أكثر من نسخة مستحدثة من غلق الفم بالأسلاك تدفع المرء إلى تجويع نفسه» بينما عنونت جلامور «ياللهول، هل يبدوا ذلك وكأنه فكرة جيدة لأي شخص؟».